# 高山栄ショウ
高山栄ショウ（たかやまさかえショウ）は、かつてニッポン放送の平日朝の時間帯で放送されていたラジオ番組。パーソナリティは声優でもあった高山栄。放送期間は1972年4月10日から1973年9月28日まで。

## 放送時間
- 毎週月曜日 - 金曜日　8:00 - 9:00

## 出演者
- パーソナリティ:高山栄

## 概要
当時ニッポン放送では、番組を担当するパーソナリティの名前に「ショウ」を付けたワイド番組を数多く放送しており、当番組もそのひとつである。当番組開始以前、ニッポン放送の平日6時から9時30分までは『お早ようネットワーク』を放送していたが、同時間帯の番組再編により、1972年4月10日から『山谷親平ショウ』と共にスタートした。